# Eli Teó
Eli Teó (en llatí Aelius Theon, en grec antic Αἴλιος Θέων) va ser un sofista i retòric grec nadiu d'Alexandria, que va viure als segles I i II, a l'època de Quintilià.
Va escriure un tractat de retòrica (τέχνη "techne", ciència, coneixement) i una obra anomenada περὶ προγυμνασμάτων ("Perí progimnasmáton", exercicis preparatoris) o com alguns autors llegeixen a Suides unificant els dos títols τέχνη περὶ προγυμνασμάτων. És un llibre d'exercicis que encara existeix incomplet, basat en els principis retòrics d'Hermògenes de Tars pensat pels oradors. També va escriure comentaris sobre Xenofont, Isòcrates d'Atenes i Demòstenes.
Va escriure també temes retòrics (ῥητορικαὶ ὑποθέσεις "retorikai hipotheseis" hipòtesis retòriques), i qüestions sobre composició del llenguatge (ζητήματα περὶ συντάξεως λόγου) entre altres obres. Un sofista grec anomenat Valeri Teó (Valerius Theon, Θέων) va escriure un comentari sobre Andòcides, i se sospita que podria ser el mateix personatge.